# Hipèrbat (224 aC)
Hipèrbat o Hipèrbates (en llatí: Hyperbatus o Hyperbatas, en grec antic: Ύπέρβατος o Ὑπερβατᾶς) va ser estrateg de la Lliga Aquea el 224 aC durant la guerra contra Cleòmenes III rei d'Esparta.
Encara que era el general designat i el que teòricament estava al front, la realitat de la direcció de la guerra la portava Àrat de Sició. La lliga Aquea va ser derrotada decisivament a la batalla d'Hecatombèon, prop de Dime, a Acaia, segons diu Plutarc.